# Luis Volpi
Luis Volpi, vollständiger Name Luis Tomás Volpi, (* 5. Dezember 1920 in Artigas) ist ein ehemaliger uruguayischer Fußballspieler.

## Karriere

### Verein
Offensivakteur Volpi, der auf der Linksaußenposition eingesetzt wurde, stand zu Beginn seiner Karriere von 1939 bis 1941 im Kader Nacional Montevideos in der Primera División. Sowohl 1939, 1940 als auch 1941 gewann Nacional die Uruguayische Meisterschaft. In den Jahren 1942, 1944 und 1945 spielte er für die Montevideo Wanderers. In der Saison 1946/47 absolvierte er vier Ligapartien (kein Tor) beim italienischen Klub Inter Mailand. Von 1946 bis 1954 gehörte er erneut Nacional Montevideo an. Die "Bolsos" wurden 1946, 1947, 1950 und 1952 abermals Uruguayischer Meister.

### Nationalmannschaft
Volpi war Mitglied der A-Nationalmannschaft Uruguays, für die er vom 18. Juli 1940 bis zu seinem letzten Einsatz am 8. Februar 1946 zwölf Länderspiele absolvierte. Dabei erzielte er ein Länderspieltor. Er gehörte dem Aufgebot Uruguays bei der Südamerikameisterschaft 1946 an. Zudem nahm er mit Uruguay an der Copa Hector Gomez und der Copa Mignaburu 1940, an der Copa Newton 1942 sowie an der Copa Río Branco 1946 teil.

### Erfolge
- Uruguayischer Meister: 1939, 1940, 1941, 1946, 1947, 1950, 1952